# Иштван Колнаи
Иштван Колнаи  (мађ. István Kolnai; 26. септембар 1911 — непознато) бивши је мађарски кајакаш на мирним водама (спринтер). Учествовао је на такмичењима у кајаку на мирним водама крајем 1930-их година. Веслао је на склопивом кајаку двоседу у пару са Тибором Пором
Колнаи и Пор су са репрезентацијом Мађарске учествовали на Олимпијским играма 1936. где је у дисциолини склопивог кајака двоседа на Ф-2 на 10.000 метара, заузели дванаесто место..